# 普涅維
普涅維是波蘭的城鎮，位於該國西北部，由大波蘭省負責管轄，面積9.21平方公里，2006年人口7,464。第二次世界大戰期間，納粹德國佔領該鎮。
52°30′40″N 16°15′40″E / 52.51111°N 16.26111°E